# Speciel VFR
Speciel VFR-flyvning (forkortet SVFR) er en VFR-flyvning, som har fået klarering af en flyvekontrolenhed til at flyve i en kontrolzone under vejrforhold, der er dårligere, end de visuelle vejrforhold (VMC).
Vedkommende flyvekontrolenhed kan inden for en kontrolzone give klarering til Speciel VFR-flyvning, hvis skydækkehøjden ikke er under 150m (500'), og den rapporterede sigtbarhed på flyvepladsen er mindst 1.5km.
SVFR-flyvning skal udføres klar af skyer og med jordsigt samt med en flyvesigtbarhed på mindst 1.5km inden for de perioder, der er anført i Statens Luftfartsvæsen "Bestemmelser om perioder for VFR-flyvning", tillæg E til BL 7-1 (cirka fra solopgang til solnedgang).